# Glycaspis rubritincta
Glycaspis rubritincta är en insektsart som beskrevs av Moore 1970. Glycaspis rubritincta ingår i släktet Glycaspis och familjen rundbladloppor. Inga underarter finns listade i Catalogue of Life.